# Widomlja

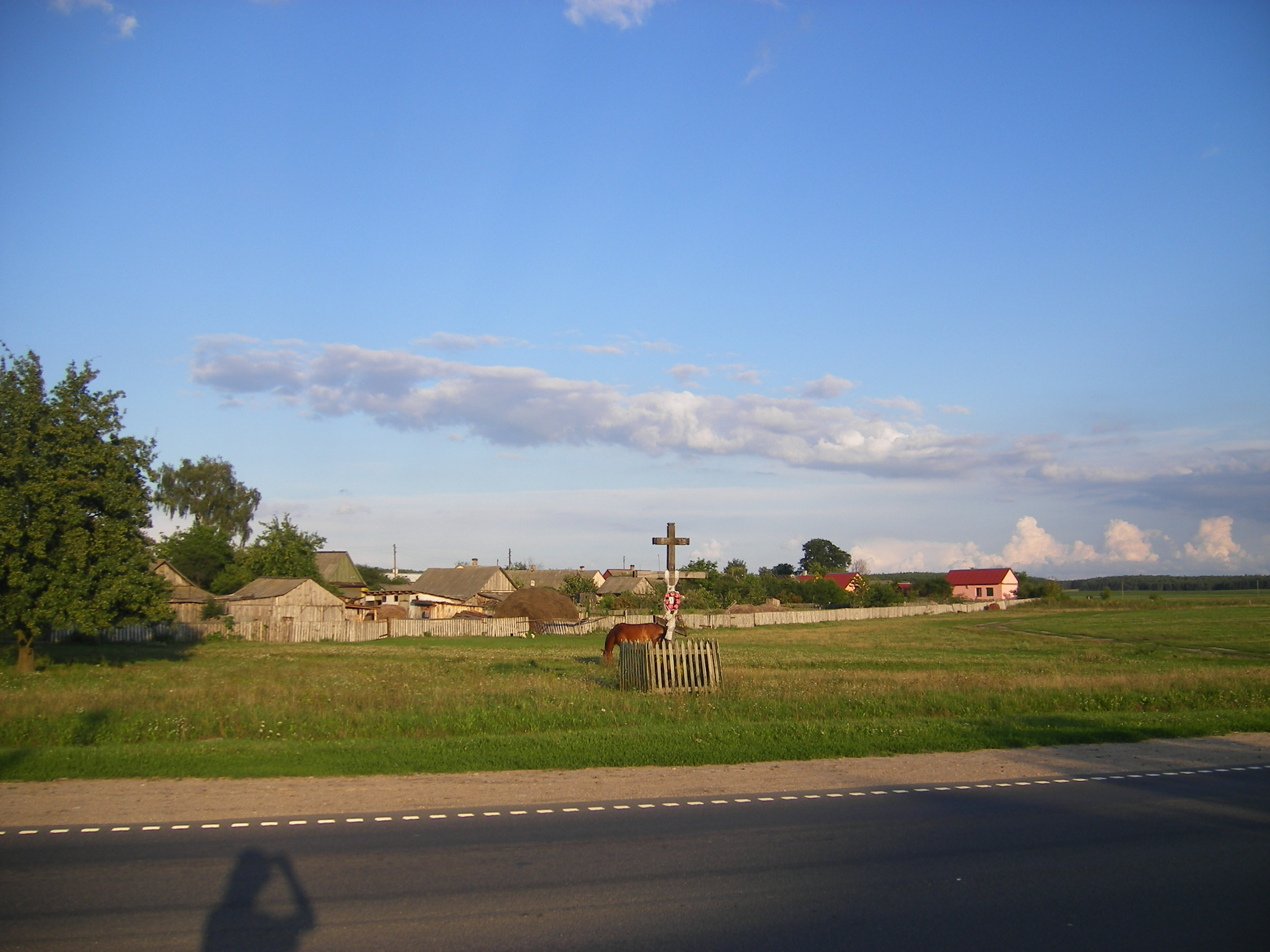
Dorf Widomlja

Widomlja (belarussisch Відомля; russisch Видомля) ist ein Dorf im Selsawet Widomlja, Rajon Kamjanez, Breszkaja Woblasz, Belarus und administratives Zentrum des Selsawet Widomlja.

## Infrastruktur
In Widomlja befindet sich der Widomljaer Feldscher- und Geburtshilfepunkt (ФАП) als Einrichtung primärer und kostenloser medizinischer Versorgung für die Dorfbevölkerung und das Einkaufszentrum Widamljanka.